# 1847 a tudományban
Az 1847. év a tudományban és a technikában.

## Események
- James Prescott Joule egy előadásában kimondja az energiamegmaradás törvényét[1]

## Születések
- január 17. – Nyikolaj Jegorovics Zsukovszkij orosz tudós, matematikus, fizikus, mérnök, az áramlástan (aerodinamika és hidrodinamika) kutatója, a repülés fizikai alapfeltételeinek elemzője és elméletének kidolgozója († 1921)
- február 11. – Thomas Alva Edison amerikai elektrotechnikus, üzletember, feltaláló († 1931)
- március 3. – Alexander Graham Bell skót születésű amerikai fizikus, többek között a telefon feltalálója (1876) († 1922)
- március 27. – Otto Wallach német vegyész († 1931)

## Halálozások
- március 1. – Benjamin Delessert francia bankár, gyáros és botanikus (* 1773)
- június 11. – John Franklin angol utazó, felfedező, sarkkutató (* 1786)